# Golden Horse Film Festival

Taipei Golden Horse Film Festival – 台北金馬影展 – Offizielles Logo

Das Golden Horse Film Festival (chinesisch 金馬影展 / 金马影展, Pinyin Jīnmǎ yǐngzhǎn, amtlich 臺北金馬影展 / 台北金马影展, englisch Taipei Golden Horse Film Festival, TGHFF) ist ein jährliches Filmfestival in Taiwan. Es gilt als eines der bedeutendsten Filmfestivals im chinesischen Sprachraum. Auf dem Festival werden die Golden Horse Awards vergeben, die zu den wichtigsten Preisen im chinesischsprachigen Filmkreis – also Werke aus Taiwan, China, Hongkong, Macau sowie Singapur – gehören.

## Geschichte
Die Golden Horse Film Awards, kurz GHFA (金馬影獎, ugs. auch Golden Horse Awards, kurz GHA – 金馬獎) wurden 1957 von der taiwanischen Filmindustrie ins Leben gerufen. 1962 wurden die Organisation und Preisverleihung von der taiwanischen Regierung übernommen und mit dem Filmfestival in Taipeh kombiniert. 1990 übertrug die Regierung die Organisation des Festivals und die Preisauswahl nichtstaatlichen Stellen, dem Motion Picture Development Foundation R.O.C., die von nun an die Jurymitglieder bestimmten. 2002 begann man nicht mehr nur taiwanische Filmschaffende in die Jury zu berufen, sondern sie auch für international bekannte Persönlichkeiten der Filmwelt zu öffnen. Seit 2018 leitet Ang Lee als Vorsitzenden den Exekutivkomitee neben andere Persönlichkeiten als Mitglieder wie beispielsweise Hou Hsiao-Hsien, Edmond Wong, u. a. (Stand 2020)
Seit 1980 besteht das Festival aus zwei Teilen, einem rein chinesischsprachigen Teil, bei dem die Golden Horse Awards für die besten chinesischsprachigen Filme vergeben werden, und einem internationalen Teil, bei dem Filme aus aller Welt dem taiwanischen Publikum vorgestellt werden.

## Etymologie
Die chinesische Bezeichnung des Filmfestivals Kinma – nach Hanyu Pinyin Jinma (金馬 englisch Golden Horse) stammt von den Namen der vorgelagerten Inselgruppen Kinmen (金門, nach Pinyin Jīnmén) und Matsu-Inseln (馬祖, nach Pinyin Mǎzǔ) in der Taiwanstraße – historisch auch als Formosastraße bekannt – zwischen dem chinesischen Festland und dem Insel Taiwan.